# Nikon D750
La Nikon D750 è una fotocamera reflex (DSLR) prodotta dalla Nikon Corporation, in commercio dal settembre 2014. 
Ha un sensore in Formato Nikon FX da 24,3 milioni di pixel. Include un pop-up flash. La Nikon D750 è dotata di motore autofocus per utilizzare gli obiettivi AF e AF-D, è inoltre dotata di ghiera per accoppiamento ai che garantisce la compatibilità con tutti gli obiettivi ai, ai-s e pre-ai modificati.